# لويس دي بري
لويس دي بري ماركيز بلاسن (9 مارس 1673– 8 مايو 1751)؛ كان دبلوماسيًا فرنسيًا ونبيل من نورماندي، وعُين سفير فرنسا لدى دوقية سافوي في تورينو، وأيضا هو عراب الملك لويس الخامس عشر.
اشتهر دي بري بشكل خاص بعد زواجه عام 1713 من مدام بلينف والمعروفة باسم مدام بري، وانتقالا إلى تورينو، ولكنها عادت إلى فرنسا وأصبحت عشيقة لويس هنري دي بوربون-كوندي، الذي كان له نفوذ كبير في البلاط الفرنسي، وبفضل هذا الارتباط ارتقى دي بري إلى منصب وزير مهم في الحكومة الفرنسية، وكما أنه ابن خال مدام فينتادور مربية الملك لويس الخامس عشر.
كما أصبح فارسًا في تنظيم الروح القدس منذ 7 يونيو 1724، وهو أحد أرفع الأوسمة الفرنسية في تلك الفترة.